# Bystrzyk różowy
Bystrzyk różowy, różowa tetra (Hyphessobrycon rosaceus) – gatunek słodkowodnej ryby kąsaczokształtnej z rodziny kąsaczowatych (Characidae).

## Występowanie
Ameryka Południowa: Paragwaj, Essequibo, Surinam i Corantijn.

## Charakterystyka
Różowa tetra ma brunatnoczerwone ciało ze srebrzystym połyskiem z wyjątkiem płetwy grzbietowej, która może być czarna oraz płetwy ogonowej piersiowej i brzusznej, która jest różowoczerwona. Płetwa odbytowa jest różowa z czarnym brzegiem i białym zakończeniem. Dorasta do 4 cm długości. 

## Warunki w akwarium
| Zalecane warunki w akwarium | Zalecane warunki w akwarium |
| --------------------------- | --------------------------- |
| Temperatura wody            | 22–25 °C                    |
| Skala pH                    | 5,8-7,5                     |